# Byleth (Fire Emblem)
Pour le démon issu des croyances de la goétie, voir Byleth.
Byleth (ベレト, ベレス, Byleth), de son nom complet Byleth Eisner, est un personnage issu de la franchise de jeux vidéo Fire Emblem. Il est apparu dans le seizième volet de la série, Fire Emblem: Three Houses sur Nintendo Switch en 2019, où il est l'avatar du joueur et principal protagoniste de l'histoire avec Edelgard, Dimitri et Claude. Il joue aussi un rôle important dans le spin-off Fire Emblem Warriors: Three Hopes, et fait une apparition plus modeste dans Fire Emblem Engage. Enfin, il est un personnage jouable du jeu Super Smash Bros. Ultimate, disponible en tant que contenu téléchargeable additionnel.
À l'origine un mercenaire connu sous le pseudonyme de "démon cendré", sa vie bascule lorsqu'il est projeté instructeur à l'Académie des officiers de Garreg Mach. Il y prend en charge l'une des trois maisons, représentant les étudiants de l'une des trois grandes nations du continent, et développe ainsi un lien de confiance avec l'héritier de l'un de ces trois pays. Cette expérience influence ses décisions alors que la guerre éclate cinq ans plus tard. Contrairement aux précédents avatars de la série Fire Emblem comme Daraen ou Corrin, seuls son nom, sexe et date d'anniversaire sont personnalisables, et non son apparence physique ou sa voix.
Si Byleth est devenu une figure reconnaissable de la franchise Fire Emblem grâce au succès commercial de Three Houses et son apparition dans Super Smash Bros. Ultimate, sa réception critique est plus controversée. En particulier, son caractère de protagoniste silencieux et sa personnalité stoïque peut rendre difficile l'attachement émotionnel du joueur, et créer de la dissonance vis-à-vis de sa profession à nature pédagogique. De plus, son ajout dans Super Smash Bros. Ultimate a été mal perçu par une partie de la communauté qui y voit une surreprésentation de la série Fire Emblem.

## Apparence
Dans Fire Emblem: Three Houses, Byleth est un jeune homme ou jeune femme d'une vingtaine d'années aux yeux bleus et cheveux bleus marine, légèrement plus longs pour la version féminine. Ses vêtements sont principalement noirs et recouvrent la quasi-totalité du corps, bien que la version féminine soit un peu plus découverte. Il porte un long manteau noir dans le dos dont il n'enfile pas les manches comme sorte de cape. Il est souvent représenté avec l'Épée du Créateur, une longue épée qui semble taillée dans des ossements et capable de se transformer en fouet pour atteindre des ennemis à longue distance.
Après un certain point du scénario, l'apparence de Byleth change légèrement : ses yeux et cheveux prennent un teinte vert clair.
Le personnage est illustré par Chinatsu Kurahana. En japonais, il est doublé par Yūsuke Kobayashi pour son incarnation masculine et Shizuka Itoh pour son incarnation féminine. En anglais, la version masculine était initialement doublée par Chris Niosi avant d'être remplacé par Zach Aguilar, tandis que Jeannie Tirado se charge de la version féminine.

## Personnalité
Byleth est un protagoniste essentiellement silencieux, sa personnalité dépend donc en partie de ce que le joueur décide de projeter en lui ou elle : Byleth peut se montrer bienveillant ou indifférent, mais rarement malveillant. Il est caractérisé par une attitude stoïque et un manque d'émotions criant, en particulier au début de Three Houses. Au fur et à mesure que le joueur progresse dans l'histoire, certains personnages feront remarquer qu'il sourit plus souvent. Byleth peut également manifester d'autres émotions, comme la colère ou la déception, lors des moments forts de l'histoire.

## Apparitions

### Synthèse
| Année | Jeu                               | Plateforme      | Jouable | Notes              |
| ----- | --------------------------------- | --------------- | ------- | ------------------ |
| 2019  | Fire Emblem: Three Houses         | Nintendo Switch | Oui     |                    |
| 2019  | Fire Emblem Heroes                | iOS / Android   | Oui     |                    |
| 2020  | Super Smash Bros. Ultimate        | Nintendo Switch | Oui     |                    |
| 2022  | Fire Emblem Warriors: Three Hopes | Nintendo Switch | Oui     |                    |
| 2023  | Fire Emblem Engage                | Nintendo Switch | Oui     | Emblème uniquement |

### Dans la sérieFire Emblem
Dans Fire Emblem: Three Houses, Byleth est le fils ou la fille de Jeralt Reus Eisner, le chef d'une compagnie de mercenaires dans laquelle il ou elle s'est déjà fait une réputation, gagnant le surnom de "démon cendré". Au cours d'une bataille contre des brigands, Byleth fait la rencontre d'Edelgard, Dimitri et Claude, des étudiants de l'Académie des officiers du monastère de Garreg Mach et les héritiers des trois grandes nations du continent de Fódlan. En se rendant au monastère, il fait aussi la rencontre de l'archevêque Rhea, qui semble être une connaissance de son père et lui demande de devenir l'instructeur de l'une des trois maisons. À la même période, il constate qu'une jeune fille du nom de Sothis vit dans sa propre conscience.
Au cours des mois qui suivent et des diverses missions, Byleth apprend à connaître ses étudiants, la nature de sa relation à Sothis et Rhea, et prend connaissance d'un groupe occulte appelé les Serpents des Ténèbres déstabilisant l'équilibre politique du continent qui finira par tuer son père Jeralt. Lorsque la guerre éclate, Byleth est gravement blessé lors de la bataille de Garreg Mach et disparaît pour cinq ans, avant de revenir assister ses anciens étudiants, ce qui emmène l'histoire sur des rails très différents en fonction de la maison à laquelle il a choisi d'enseigner dans la première partie.
Dans le spin-off Fire Emblem Warriors: Three Hopes, un cross-over avec la série Dynasty Warriors, Byleth apparaît à nouveau mais pas en tant que personnage principal : il est un boss qui peut être recruté ou non en fonction des actions du joueur. Son nom et sexe peut tout de même être choisi par le joueur en début de partie, mais il est ici le rival du nouveau protagoniste, Shez. Le jeu en lui même est une histoire alternative à Three Houses, dans laquelle Byleth ne devient pas instructeur à Garreg Mach et poursuit sa carrière de mercenaire.
Enfin, son incarnation masculine apparaît dans Fire Emblem Engage sous forme d'Emblème, c'est-à-dire pouvant être invoqué par une unité pour bénéficier de certaines de ses aptitudes. De plus, Byleth a également fait de nombreuses apparitions dans le jeu mobile Fire Emblem Heroes, un cross-over entre l'ensemble des jeux de la série.

### Dans la sérieSuper Smash Bros.
Byleth apparaît dans Super Smash Bros. Ultimate, où il a été ajouté par contenu téléchargeable additionnel en janvier 2020. Son gameplay se distingue des autres combattants issu de la série Fire Emblem en ce qu'il utilise plusieurs types d'arme : son Épée du Créateur de Three Houses, mais également la hache Aymr d'Edelgard, la lance Areadbhar de Dimitri et l'arc Infaillible de Claude. Son inclusion a également été l'occasion d'ajouter le monastère de Garreg Mach comme nouveau stage.